# Ignacy Kinel
Ignacy Kinel (ur. 4 marca 1844 w Piotrkowie Trybunalskim, zm. 2 stycznia 1924 we Lwowie) – polski inżynier, powstaniec styczniowy, porucznik, kawaler Orderu Virtuti Militari.

## Życiorys

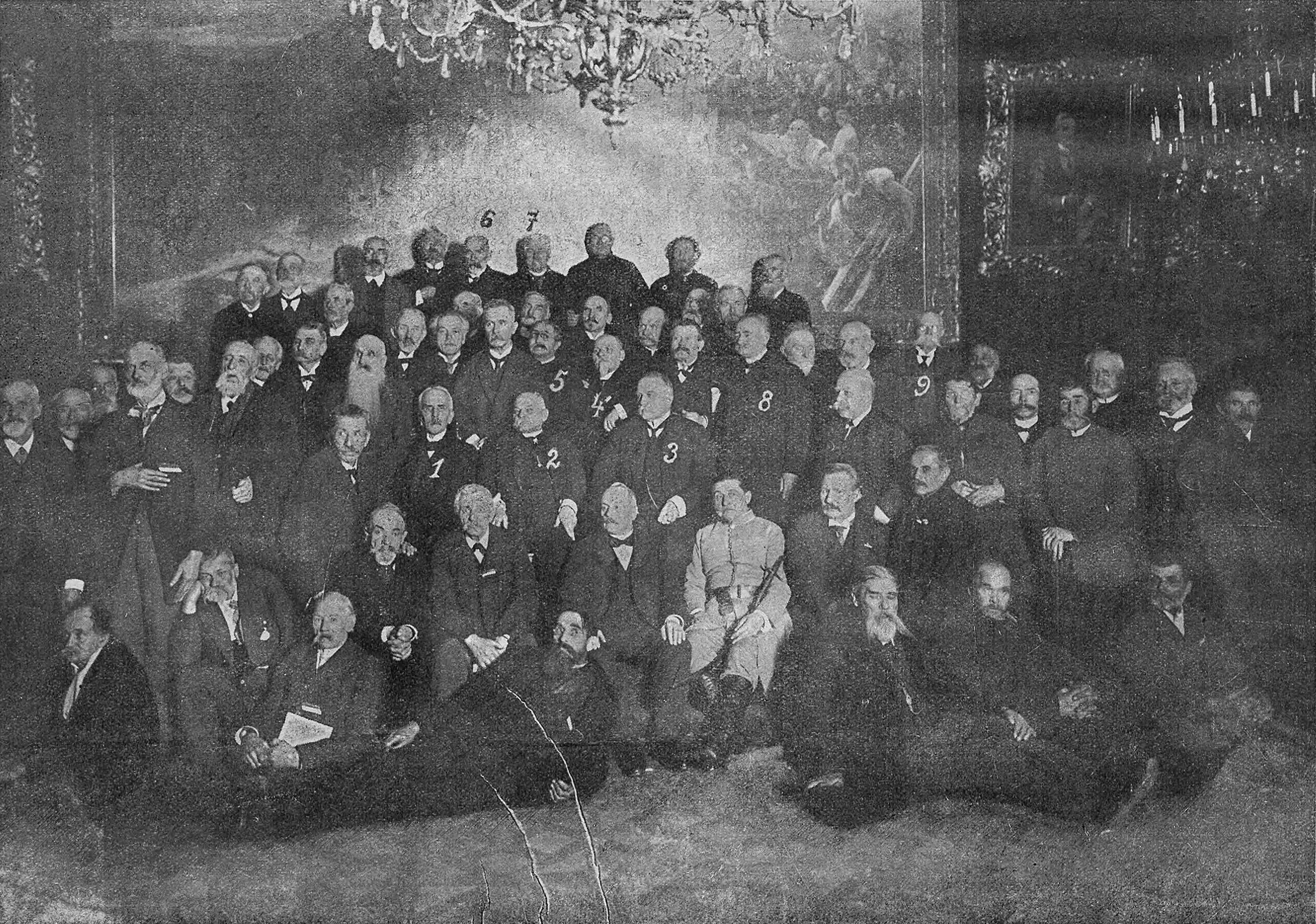
Towarzystwo Weteranów z roku 1863 we Lwowie (1912)

Urodził się w 1844. Do 1863 był uczniem instytutu politechnicznego w Puławach. Wziął udział w powstaniu styczniowym 1863. Służył w oddziałach Zdanowicza, Cieszkowskiego, Oksińskiego, potem dowodził oddziałem partyzanckim na ziemi kaliskiej. Brał udział w bitwach Łazami, Koniecpolem, Przedborzem, Trzebnicą i Dłutowem, gdzie został dwukrotnie ranny. Za swoje czyny otrzymał Order Virtuti Militari.
Po upadku powstania pracował jako starszy inżynier dróg krajowych we Lwowie oraz jako radca w tamtejszym Wydziale Krajowym. W tym mieście 23 stycznia 1912 został wybrany członkiem wydziału Towarzystwa Weteranów z roku 1863 we Lwowie.
Pracował jako budowniczy dróg i mostów w Rzeszowie. Był autorem gmachu seminarium nauczycielskiego i bursy wzniesionego przez Fundację im. Jana Towarnickiego. W tym mieście należał do gniazda Polskiego Towarzystwa Gimnastycznego „Sokół”, w 1897 został wybrany wydziałowym. Od 1896 był przewodniczącym komitetu budowy pomnika Tadeusza Kościuszki na Starym Rynku w Rzeszowie, obejmując stanowisko po śmierci Wiktora Zbyszewskiego.
Zmarł 2 stycznia 1924 w szpitalu wojskowym we Lwowie. Został pochowany na tamtejszym Cmentarzu Łyczakowskim we Lwowie.
Był żonaty, miał syna Jana (1886-1950), który został entomologiem.
Inny inżynier Ignacy Kinel był mierniczym przysięgłym we Lwowie (na polskiej liście mierniczych przysięgłych) i wykładowcą Politechniki Lwowskiej.